# Oblongformaat
Het oblongformaat is een manier om een vel papier te gebruiken, waarbij de breedte langer is dan de hoogte. Meestal wordt deze term gebruikt voor boeken. Ook heel wat Nederlandse tekststrips werden vroeger in oblongformaat uitgegeven, zoals Bulletje en Bonestaak en Mijnheer Prikkebeen. Dit formaat wordt ook vaak gebruikt voor fotoalbums en boekhoudregisters.

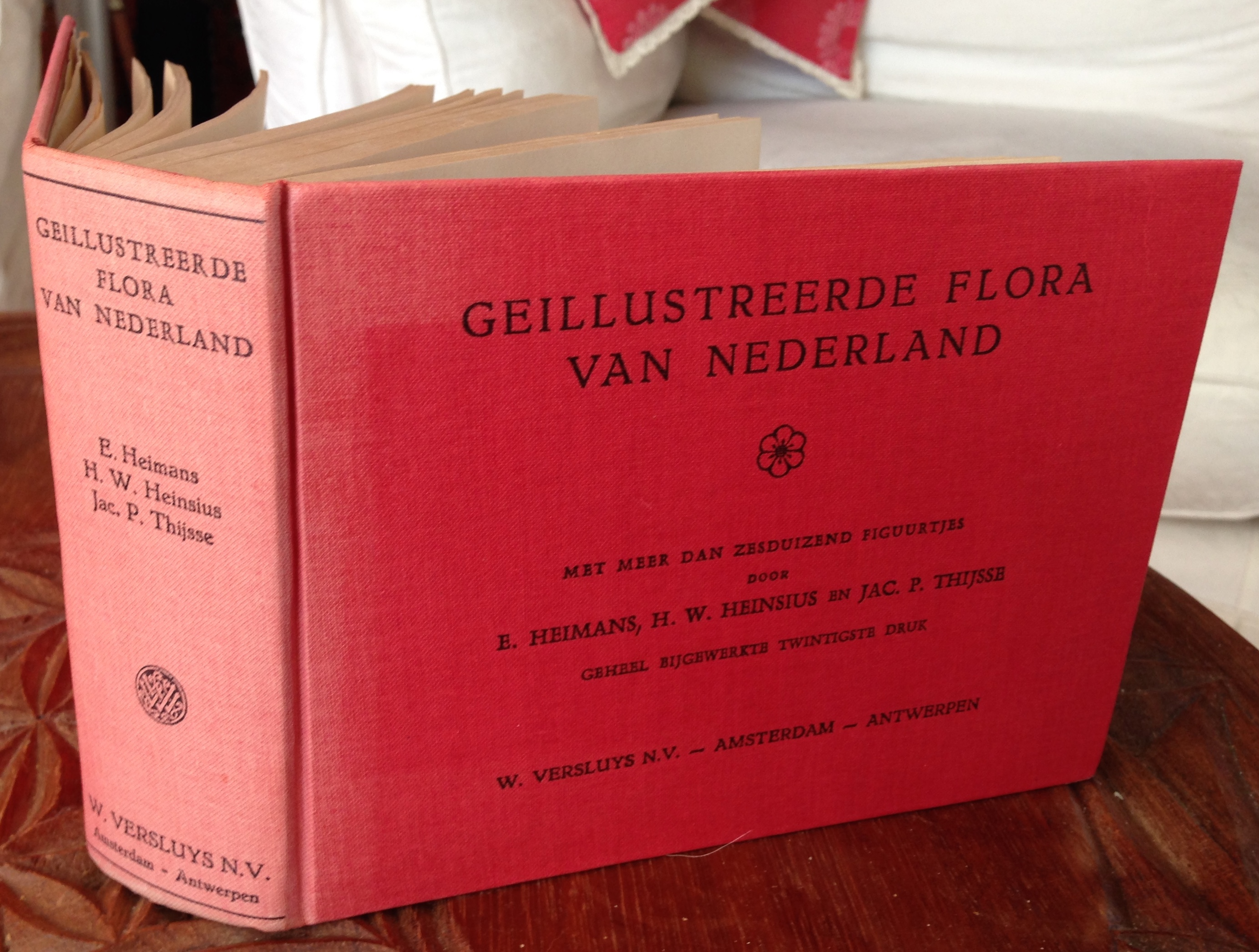
Heimans, Heinsius en Thijsse's geïllustreerde flora van Nederland verscheen in oblongformaat

## Valse vrienden
De Nederlandse betekenis van het woord oblong wordt weleens verward met de Engelse, waar het woord gewoon rechthoek betekent. In het Nederlands is die rechthoek altijd liggend (en niet staand).